# Сташук, Виталий Филимонович
Виталий Филимонович Сташук (род.15 октября 1972, Киев. Украина) — украинский политик, народный депутат Украины VIII созыва.

## Биография
- 1989 году, окончил среднюю школу № 237, Дарницкого района, города Киева.
- 1989—1994 — учился на философском факультете Киевского национального университета имени Тараса Шевченко по специальности «политолог».

После окончания работал на государственных должностях, в частности на должности помощника Министра по делам национальностей и миграции Украины — Министр Емец Александр Иванович.
- 1998—2002 — Впервые был избран депутатом Киевского городского совета от Харьковского (впоследствии переименован) в Дарницкий район города Киева
- 2000—2001 — работал заместителем начальника Комитета информации Киевской городской государственной администрации
- 2002—2006 — повторно избран депутатом Киевского городского совета

В этом же году получил второе высшее образование, окончил юридический факультет Киевского национального Университета имени Тараса Шевченко по специальности «правоведение».
- 2006 году был избран депутатом Дарницкого районного в городе Киеве совета и одновременно Председателем этого совета. 30 июня этого же года Распоряжением, которое подписал Президент Украины N 219/2006-рп, был назначен Председателем Дарницкой районной в городе Киеве государственной администрации, которую возглавлял до 2010 года[2]. Во время работы как Председатель Дарницкого района был оппонентом Киевского руководителя — Черновецкого. В частности городская власть пыталась организовать отставку Виталия Сташука[3].
- 2010 вернулся к работе в общественных организациях. В том году возглавил благотворительную организацию «Фонд поддержки муниципальных инициатив».
- 2011 году — член совета партии «Фронт перемен», координировал работу Киевского городского штаба акции «Украина без Януковича». После объединения с «Фронта перемен» с ВО «Батькивщина», в 2012 году стал заместителем руководителя Киевского городского штаба Объединённой оппозиции «Батькивщина».
- В октябре 2014 года победил как мажоритарный кандидат на выборах в 212 (мажоритарном) округе города Киева (Дарницкий район). Был выдвинут партией «Народный Фронт».

Народный депутат Украины VIII (текущего) созыва. Секретарь Комитета Верховной Рады Украины по вопросам строительства, градостроительства и жилищно-коммунального хозяйства.

## Общественная деятельность
- 1994—1995 — Украинский фонд поддержки реформ (эксперт по общественно-политическим вопросам)
- 1995—2000 — Ассоциация молодых украинских политологов и политиков, (вице-президент)
- 2004 — Фонд «Действенность закона»(Председатель наблюдательного совета)
- 2005 — Гражданская палата города Киева (Председатель наблюдательного совета)
- 2003—2006 (позже с 2010) — БО «Фонд поддержки муниципальных реформ» (руководитель)
- 2011 — Институт изучения проблем верховенства права (член наблюдательного совета)
- 2012 — Институт развития самоорганизации населения (Председатель наблюдательного совета)

## Семья
- Жена — Сташук Светлана Степановна, работник медиа сферы;
- Сын — Сташук Владислав Витальевич, р. 2001;
- Дочь — Сташук Татьяна Витальевна, р. 2008.